# Relations entre la Bulgarie et la Slovaquie
Les relations entre la Bulgarie et la Slovaquie ont été établies pour la première fois entre 1939 et 1945. La Bulgarie a reconnu la Slovaquie le 23 décembre 1992 .
La Bulgarie a une ambassade à Bratislava depuis février 1994. La Slovaquie a une ambassade à Sofia depuis juin 1994.
Les deux pays font partie du Conseil de l'Europe, de l'OSCE, de l'OTAN, et de l'UE.